# Arc volcanique
Ne doit pas être confondu avec Ceinture volcanique.
 (août 2024).
Si vous disposez d'ouvrages ou d'articles de référence ou si vous connaissez des sites web de qualité traitant du thème abordé ici, merci de compléter l'article en donnant les références utiles à sa vérifiabilité et en les liant à la section « Notes et références ».

Section transversale d'un arc volcanique, constitué typiquement d'un, d'un front volcanique ou et d'un bassin arrière-arc.

Un arc volcanique est un ensemble de volcans s'alignant plus ou moins selon une courbe. Ils naissent de la subduction d'une plaque océanique sous une plaque continentale ou une autre plaque océanique. Dans le cas d'une subduction sous une plaque océanique, les volcans forment des îles regroupées en un archipel. La plupart des arcs volcaniques forment la ceinture de feu du Pacifique.
Un ensemble de volcans plus ou moins alignés mais ne formant pas une courbe comme dans le cas des arcs est appelé ceinture volcanique.

## Formation
Lorsque deux plaques océaniques se rencontrent, la plus vieille, et donc la plus dense, passe en subduction sous la plus jeune et poursuit sa descente dans le manteau terrestre selon un plan d'inclinaison dit « plan de Wadati-Benioff ». Lorsque la plaque arrive à une centaine de kilomètres de profondeur, les conditions de température et de pression permettent la fusion des péridotites hydratées situées au-dessus de la plaque plongeante. C'est l'hydratation du coin du manteau sub-arc en contact avec la plaque plongeante qui abaisse son point de fusion. Cette hydratation est permise par la remontée de l'eau contenue dans la plaque plongeante. Cette eau vient d'une part de l'eau de mer relâchées par les sédiments marins présents dans cette plaque, mais aussi et surtout de la sortie d'eau des minéraux de la plaque plongeante au cours du métamorphisme des roches de cette plaque.
Un magma est alors formé et remonte par infiltration dans la plaque restée en surface, créant un arc volcanique. Cette chaîne de volcans a la forme d'un arc parallèle à la limite des deux plaques, l'extérieur de l'arc étant situé dans la direction de la plaque entrant en subduction.
Dans le cas de plaques portant beaucoup de sédiments, les arcs insulaires peuvent être doubles : 
- un premier arc non-volcanique formé par un prisme d'accrétion sédimentaire proche de la fosse océanique comme la Barbade aux Antilles ou bien les îles Mentawai en Indonésie ;
- un deuxième arc volcanique plus éloigné de la fosse.

## Liste

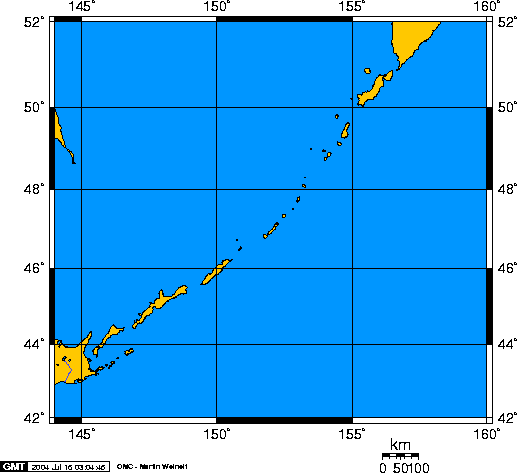
Carte des îles Kouriles, un arc volcanique insulaire.

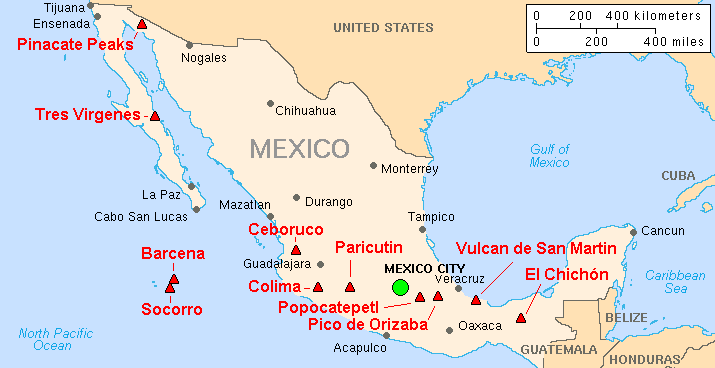
Carte des volcans du Mexique montrant la cordillère néovolcanique, un arc volcanique continental.

Voici une liste des principaux arcs volcaniques :
- insulaires :
  - îles Aléoutiennes
  - îles Kouriles
  - îles Éoliennes
  - archipel japonais
  - Philippines
  - îles Mariannes
  - Tonga et les îles Kermadec
  - îles Nansei
  - îles Ogasawara
  - îles de la Sonde
  - îles Tanimbar et Kai
  - îles Salomon
  - Petites Antilles
  - îles Sandwich du Sud
  - Nouvelle-Zélande
- continentaux :
  - arc volcanique des Cascades
  - cordillère néovolcanique
  - zone volcanique nord des Andes
  - zone volcanique centrale des Andes
  - zone volcanique sud des Andes
  - Kamtchatka